# Cenoloba argochalca
Cenoloba argochalca är en fjärilsart som beskrevs av Edward Meyrick 1939. Cenoloba argochalca ingår i släktet Cenoloba och familjen Tineodidae. Inga underarter finns listade i Catalogue of Life.